# Siège de Barcelone (801)
Pour les articles homonymes, voir Siège de Barcelone.
Reconquista
Batailles
- Covadonga (722)
- Burbia (791)
- Lutos (794)
- Barcelone  (801)
- Clavijo (844)
- San Esteban de Gormaz  (917)
- Simancas (939)
- Barcelone (985)
- Torà (1006)
- Barbastro (1064)
- Sagrajas (1086)
- Alcoraz (1096)
- Bairén (1097)
- Consuegra (1097)
- Uclès (1108)
- Croisade norvégienne (1108-1109)
- Valtierra (1110)
- Congost de Martorell (1114)
- Cutanda (1120)
- Fraga (1134)
- Oreja (1139)
- Ourique (1139)
- Coria  (1142)
- Santarém  (1147)
- Lisbonne  (1147)
- Santarém  (1184)
- Alarcos (1195)
- Al-Damus  (1210)
- Las Navas de Tolosa (1212)
- Majorque  (1229)
- Jerez (1231)
- Puig de Cebolla (1237)
- Séville (1247-1248)
- Salé (1260)
- Révolte mudéjar  (1264-1266)
- Écija (1275)
- Algésiras  (1278-1279)
- Moclín  (1280)
- Gibraltar  (1309)
- Gibraltar  (1315)
- Gibraltar  (1333)
- Tarifa / Río Salado (1340)
- Algésiras  (1342-1344)
- Gibraltar  (1349-1350)
- Gibraltar  (1411)
- Ceuta (1415)
- La Higueruela (1431)
- Campagne de Grenade (1482-1492) : Lucena - Grenade

Le siège de Barcelone en 801 est une opération militaire menée par une armée carolingienne sous l'autorité de Louis le Pieux, alors roi d'Aquitaine, avec des troupes d'Aquitaine, de Vasconie, de Bourgogne et de Gothie, dans le but de reconquérir Madinat Barxiluna (l'actuelle Barcelone), contrôlée depuis 80 ans par l’Émirat de Cordoue. Le siège et la conquête s'inscrivent dans le cadre de la conquête et de la constitution de la Marche d'Espagne par les Carolingiens.

## Contexte
Au début du VIIIe siècle, alors que le royaume wisigoth est conquis par les troupes musulmanes du califat omeyyade, Barcelone est prise par le wali musulman d'al-Andalus, Al-Hurr ath-Thaqafi. Après l'échec des troupes musulmanes face aux forces franques devant Toulouse en 721, puis devant Poitiers en 732, la ville est intégrée à la Marche supérieure d'al-Andalus. La plupart de la population se convertit à l'islam[réf. nécessaire], sauf une minorité chrétienne, à laquelle on tolère le culte et un gouvernement particulier. 
À partir de 759, le royaume franc se lance à la conquête des territoires sous domination musulmane. La prise de la ville de Narbonne par les forces du roi franc, Pépin le Bref, porte la frontière sur les Pyrénées. En 778, l'avancée franque connaît un échec devant Saragosse lorsque le fils de Pépin le Bref, Charlemagne, est forcé de battre en retraite et subit un revers à Roncevaux face aux forces vasconnes alliées aux musulmans. Mais en 785, la rébellion des habitants de Gérone, qui ouvrent leurs portes à l'armée franque, recule la frontière jusqu'à Tordera et ouvre la voie à une attaque directe contre Barcelone. Rostaing, un proche de Charlemagne, est nommé à la tête d'un vaste comté qui s'étend également sur les anciens pagi de Gérone, d'Ampurias et de Besalu. 
L'émirat de Cordoue est alors en crise : l'émir omeyyade Al-Hakam Ier, monté sur le trône en 796, doit lutter contre les prétentions de ses oncles, Sulayman et Ubayd-Allah Abu-Marwan, qui se sont rebellés à la mort d'Hicham Ier. En 798, le comte de Toulouse et marquis de Septimanie, Guillaume de Gellone, est chargé de coordonner les opérations pour la conquête de la Marche supérieure d'al-Andalus. Il convoque une assemblée à Toulouse, à laquelle assistent des ambassadeurs du roi des Asturies, Alphonse II, et Bahlul Ibn Marzuq, un chef muwallad en révolte contre l'émir Al-Hakam Ier, qui s'est emparé de Saragosse. En 799, il s'empare même de Huesca après en avoir chassé les Banu Salama, une famille fidèle à Al-Hakam Ier.

## Combats
Le 20 août 800, une armée considérable est réunie sous l'autorité du fils de Charlemagne, Louis le Pieux, nommé roi d'Aquitaine par son père. Elle est composée de troupes venues d'Aquitaine, de Vasconie, de Bourgogne et de Gothie, et compte de nombreuses machines de siège. L'armée est elle-même divisée en trois corps. Le premier, commandé par le comte de Gérone, Rostaing, mène le siège, au pied de la ville; le second, dirigé par les comtes de Toulouse et de Narbonne, Guillaume de Gellone et Adhémar, s'établit entre les villes musulmanes de Lérida et de Saragosse, pour s'opposer à l'arrivée de troupes de secours musulmanes venues de Cordoue; un troisième corps, commandé par Louis le Pieux lui-même, protège la vallée du Roussillon. 
Les troupes de Rostaing parviennent sous les murs de Barcelone au mois d'octobre 800. Le wali musulman de Barcelone, Sadun ar-Ruayni, voyant que le siège dure, quitte la ville pour demander de l'aide à Cordoue, mais il est découvert et capturé, puis probablement envoyé à la cour d'Aix-la-Chapelle pour y être exécuté. Un certain Haroun assume dès lors le gouvernement. 
Durant l'hiver 800-801, les troupes de Guillaume de Gellone et d'Adhémar de Narbonne font le siège de Lérida et de Huesca, ravageant les environs. À l'ouest des Pyrénées, une révolte de la population de Pampelune contre l'occupation musulmane sert de diversion. Louis le Pieux, prévenu pour venir donner l'assaut final à la ville, arrive devant Barcelone au mois de février 801. Le 3 avril 801, Haroun accepte de livrer la ville, fatiguée par la faim, les privations et les tensions de la guerre. Les habitants de Barcelone ouvrent les portes à l'armée carolingienne.

## Conséquences
Les Carolingiens font de Barcelone la capitale du comté de Barcelone et l'incorporent à la nouvelle Marche d'Espagne. L'autorité est exercée dans la ville par le comte et l'évêque. Bera, qui a conduit le contingent goth durant le siège, devient le premier comte de Barcelone. 
Le territoire conquis a cependant plusieurs points faibles, parce qu'il reste mal défendu contre de possibles attaques musulmanes parties de la Marche supérieure, réorganisée autour de Saragosse et de sa base avancée de Lérida. La frontière, le long de la vallée du Llobregat, est renforcée, et les Carolingiens cherchent à conquérir, mais sans succès, Tortosa, en 804, en 807 et en 808, et Huesca en 807 et en 812.